# ソユーズ R-79V-300
R79V-300（内部名称：製品79）は、AMNTK Soyuzで開発されたアフターバーナーおよび推力偏向制御を備えたターボファンエンジン。Yak-141垂直離着陸の試作機で、浮上推進エンジンとして使用される。水平方向と垂直方向の両方のモードでアフターバーナーを使用できる世界初のエンジンである。26基が生産された。

## 設計
アフターバーナーと軸対称の2軸式のエンジンは、モジュール構造で以下の要素で構成される。
- 給気口
- 低圧圧縮機（5段）
- 高圧圧縮機（6段）
- 燃焼室
- 冷却ブレードを備えた低圧および高圧タービン（各1段）
- アフターバーナー
- 調節可能な臨界断面積を持つ軸対称旋回ノズル

高圧圧縮機と低圧圧縮機はそれぞれ反対方向に回転する。圧縮機は力学的安定性が向上、および主燃焼室内の旋回流燃焼器。回転ノズルは、少なくとも1500回の推力偏向に耐える。

## 搭載機
エンジンはYak-141の試作機に搭載された。最初の試作機には、最大推力15000 kgfまでのエンジンが搭載された（飛行実験機Tu-16LLでの試験にも同じエンジンが使用された）。飛行試験を目的とした2番目と3番目の試作機（製品48-2と48-3）では、エンジンはすでに最大推力15,500 kgfで使用されていた。

## 派生型
- R79V-300  - Yak-141に使用された基本形式。
- R134-300  - 超音速ビジネスジェット用にR79V-300に基づいて設計された[2]
- R179-300  - MFI候補機に搭載する予定だった型式。AL-41Fとの競争に敗れ製造されなかった[3]。
- R179-TV1  - An-124やPAK VTAといった大型機向けにR179-300のエンジンコアに基づいて設計されていた[4]。
- P145M-300  - R-179-300のさらなる発展型。AL-41F1との競争に敗れ製造されなかった[3]。

## 諸元
| R79V-300                     | R79V-300        |
| ---------------------------- | --------------- |
| 全長                         | 4780mm          |
| 外径                         | 1390㎜          |
| 重量                         | 1850 kg         |
| タービン数（高圧/低圧）      | 6 / 5           |
| バイパス比                   | 0.81            |
| 燃料消費量                   | 0.66kg / kgf・h |
| 推力                         | 10977kgf        |
| 離陸時推力                   | 14000kgf        |
| アフターバーナー使用時の推力 | 15500kgf        |
| 圧縮比                       | 22：1           |